# Andrzej Stankiewicz (okulista)
Andrzej Marek Stankiewicz (ur. 14 października 1942 w Warszawie, zm. 3 maja 2018) – polski okulista, profesor medycyny.
Studia medyczne ukończył w 1965 roku na Wojskowej Akademii Medycznej (WAM) w Łodzi. Dwa lata później ukończył na tej uczelni studia w zakresie biologii (specjalność: biochemia).
W okresie 1967–1977 był zatrudniony jako pracownik naukowo-dydaktyczny w Klinice Okulistycznej macierzystej uczelni, gdzie zdobył I i II stopień specjalizacji, obronił doktorat (1971) i uzyskał habilitację (1975). W 1977 objął fotel kierownika zespołu okulistyki w warszawskim Centrum Zdrowia Dziecka.
Minister zdrowia przeniósł go dwa lata później na stanowisko kierownika Katedry i Kliniki Okulistyki Akademii Medycznej w Białymstoku, gdzie pracował do 2000 roku. W 1987 roku został mu nadany tytuł naukowy profesora nauk medycznych. W okresie 2000–2011 pełnił funkcję kierownika Kliniki Okulistyki Wojskowego Instytutu Medycznego (po nim kierownikiem został Marek Rękas). Na emeryturę przeszedł w 2012.
Był członkiem Polskiego Towarzystwa Okulistycznego (sekcja okulistyki wojskowej, był członkiem zarządu PTO). Od 2004 roku był prezesem Stowarzyszenia Zwyrodnienia Plamki Związanego z Wiekiem AMD. Był także członkiem komitetu naukowego programu edukacyjnego „Przeglądu Okulistycznego”.
Był autorem lub współautorem ponad 360 prac naukowych oraz 4 książek. Wypromował 47 doktorów i był opiekunem 5 zatwierdzonych przewodów habilitacyjnych. W latach 2002–2012 redaktor naczelny „Kliniki Ocznej”. Publikował w czasopismach krajowych i zagranicznych, m.in. w „Journal of Cataract and Refractive Surgery” oraz „Okulistyce”.
Został odznaczony Krzyżem Kawalerskim (2000) i Krzyżem Oficerskim Orderu Odrodzenia Polski.

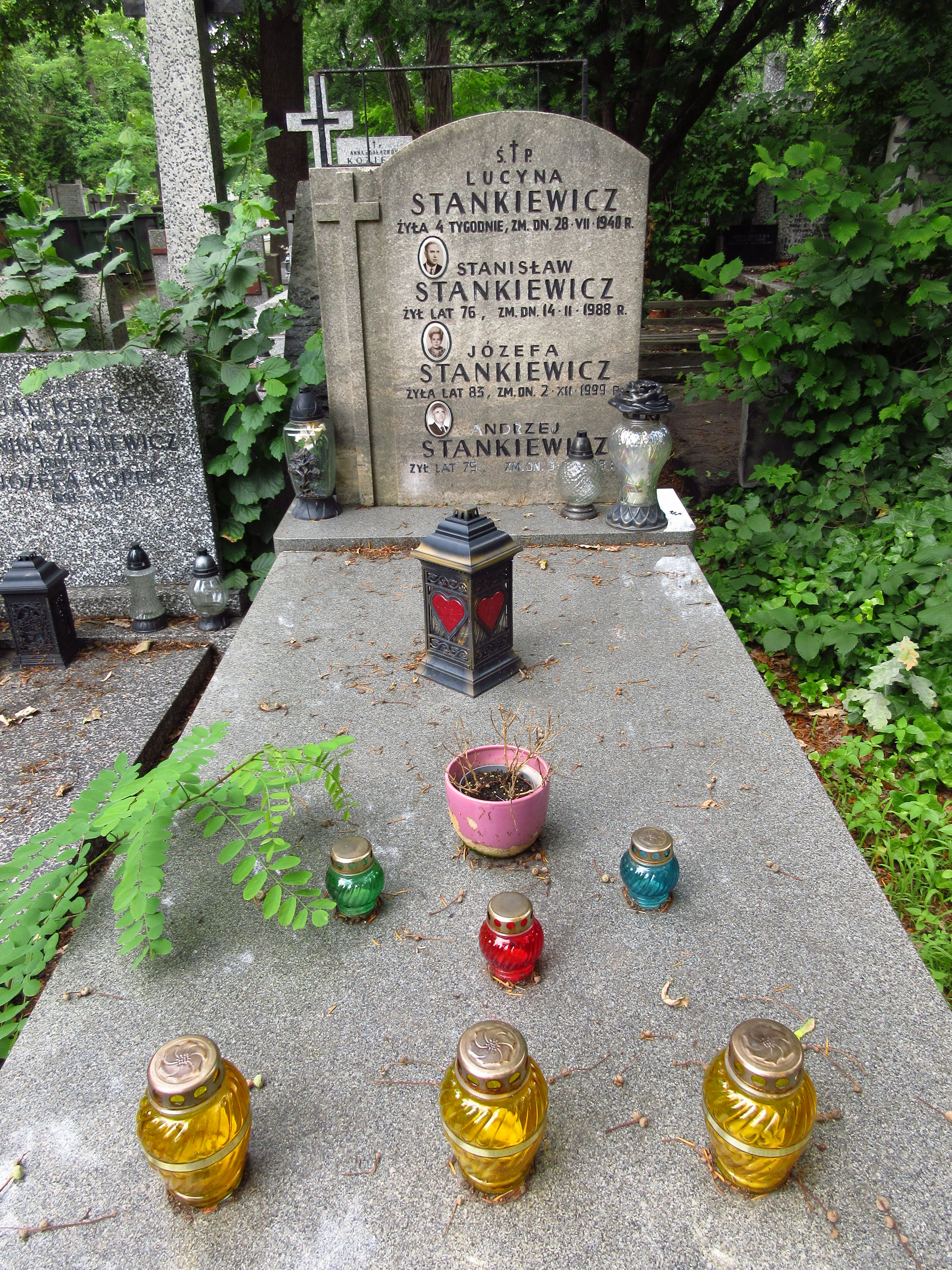
Grób profesora Andrzeja Stankiewicza na Cmentarzu Bródnowskim.

Został pochowany na cmentarzu Bródnowskim w Warszawie (kwatera 23B-1-29).